# Пећане
Пећане је насељено мјесто у Лици. Припада општини Удбина, у Личко-сењској жупанији, Република Хрватска.

## Географија
Пећане се налази између Удбине и Коренице. Сјеверно од Пећана је Грабушић и Бјелопоље, јужно је Јошан, западно Дебело Брдо и Крбава. Пећане је од Удбине удаљено око 15 km, а од Коренице такође око 15 km.

## Историја
По писању многих Будисављевића (Јованка Будисављевић Броз, Александар Леко Будисављевић, Борислав Б. Будисављевић ...), они своје поријекло доводе у вези са метохијским Пећанима. Три брата, Филип, Јуриша и Будиша (од којих су настали каснији Филиповићи, Јуришићи и Будисављевићи и Будаци) су као племство Немањића дошли до Лике (Рибник код Госпића, потом у Брлог и Дренов Кланац, да чувају Сењ). По ослобођењу Лике и Крваве основали су истоимено село Пећане.
Прадјед Ђукин (Ђука — мајка научника Николе Тесле), а Николин чукундјед био је Марко Будисављевић. У Личкој регименти Карловачког генералата служио је од 1746. године у чину оберлајтанта. Њему је аустријски цар Јосип II доделио племићку титулу. Марков отац Тоша Будисављевић, лутајући са стоком за бољом пашом зауставља се на Крбавском пољу и са братом Малешом оснива насеље Пећане. Један од потомака породице Будисављевић била је и Јованка Будисављевић-Броз (1924—2013), супруга југословенског председника Јосипа Броза Тита.
Двије гране Будисављевића су добиле аустријско племство, Марко и Мијат Будисављевић. Грана мајора Мијата истиче се управо низом виших официра и генерала. Та грана Будисављевића је систематски занемарена од стране Лексикографског завода Мирослав Крлежа и Крлежине Опће енциклопедије. Разлози су веома дубоки, још од доба Марије Терезије. Тада је вршено насилно покатоличавање Срба у Аустрији. По очуваном племенском предању једној таквој екипи супротставио се код Пећана с пушком у руци дјед мајора Мијата, Мијат-Бојан Будисављевић, заједно са двојицом другова. Аустријске власти су тај инцидент, у којем је један плебануш изгубио главу, заташкале, а екипе за насилно покатоличавање нису више у тај крај залазиле. Ипак, то је остало записано у аустријским архивима и због тога Мијатов унук, мајор Мијат и праунук генерал Буде, управо зато не добијају ни Орден Марије Терезије ни Орден Леополдов. Приједорска грана Будисављевића се ту, крајем 19. и почетком 20. вијека, далеко боље уклапала у постојеће односе, а њени најистакнутији представници, Велики жупан Буде и његово потомство све више еволуирају од Срба у православце, док у Мијатовом потомству српска национална свијест постаје све јача. Један унук попа Јове погинуо је 1916. на Кајмакчалану као српски добровољац и то је био додатни разлог за прећуткивање Мијатове гране.
Пећане се од распада Југославије до августа 1995. године налазило у Републици Српској Крајини. До територијалне реорганизације у Хрватској насеље се налазило у саставу бивше велике општине Кореница.

## Становништво
Према попису из 1991. године, насеље Пећане је имало 118 становника, сви су били Срби. Према попису становништва из 2001. године, Пећане је имао 45 становника. Пећане је према попису из 2011. године имало 35 становника.
| Националност       | 1991. | 1981. | 1971. | 1961. |
| Срби               | 118   | 120   | 184   | 278   |
| Југословени        |       | 4     |       |       |
| Хрвати             |       |       |       | 1     |
| остали и непознато |       |       |       |       |
| Укупно             | 118   | 124   | 184   | 279   |

| Демографија | Демографија | Демографија |
| Година      | Становника  | Становника  |
| ----------- | ----------- | ----------- |
| 1961.       | 279         |             |
| 1971.       | 184         |             |
| 1981.       | 124         |             |
| 1991.       | 118         |             |
| 2001.       | 45          |             |
| 2011.       |             | 35          |

## Познате личности
- Јованка Будисављевић-Броз, супруга Јосипа Броза Тита
- Мијат Будисављевић, мајор и племић
- Јован Будисављевић, свјештеник и посланик
- Буде Будисављевић, генерал-мајор, племић
- Буде Будисављевић, велики жупан